# Uromyces iresines
Uromyces iresines är en svampart som beskrevs av Lagerh. 1910. Uromyces iresines ingår i släktet Uromyces och familjen Pucciniaceae.   Inga underarter finns listade i Catalogue of Life.